# 이범래 (1868년)
이범래(李範來, 1868년 4월 25일 ~ ?)는 을미사변 관련자이며, 일제강점기의 관료이다.

## 생애
1894년 장위영 영관을 지낸 무관이었다. 1896년 명성황후가 일본인 낭인들에게 살해되는 을미사변이 발생했을 때, 훈련대 제2대대 중대장이었던 이범래는 상관인 대대장 이두황과 함께 이 사건에 연루되었다. 사건 직후 친일 내각이 훈련대를 개편하면서 이범래는 새로 조직된 훈련대의 제1대 대대장에 임명되었다. 당시 계급은 참령이었다.
이범래는 춘생문 사건 때도 미리 알아낸 계획을 어윤중에게 알리는 등 새 내각을 지원하였다. 그러나 곧이어 아관파천으로 정국이 급변하면서 친일내각도 붕괴되었다. 을미사변 관련자들은 일부 붙잡혀 사형당하고, 나머지는 일본으로 도피했다. 이범래도 일본으로 몸을 피해 1907년까지 9년 동안 망명 생활을 했다.
한일신협약이 체결되고 대한제국 군대 해산도 이루어진 1907년부터는 일본의 입김이 크게 강화되어 을미사변 관련자들도 모두 사면되었다. 특별사면을 받은 이범래는 곧바로 대한제국 중추원 의관에 임명되었고, 1908년에는 함경남도 관찰사로 발령받았다. 함남재판소 판사를 겸임하는 자리였다.
1910년에는 한일 병합 조약이 체결되었다. 이범래는 부지사 격의 직책인 함북 참여관에 임명되었다. 1917년까지 7년간 참여관 자리에 있으면서 함북 지방토지조사위원회 위원으로서 조선총독부의 토지조사 사업에 협력했다. 1917년에는 평안남도 참여관으로 임지를 옮겼다. 이 곳에서도 평남 지방토지조사위원회 위원을 역임했다. 평남에서는 1921년까지 근무하여, 총 11년 동안 도 참여관으로 재임했다.
평남 참여관으로 재직 중이던 1918년에 《매일신보》가 조직한 구주시찰단의 단장에 임명되어 규슈 지역을 방문하고 돌아온 일이 있다. 이 시찰단은 임진왜란 때 끌려간 조선인 후손들이 사는 조선촌을 탐방하였으며, 삼백년 전에 일본인이 된 조선인 후손의 존재를 일본과 조선이 하나라는 논리로 이어붙이는 탐방기도 발표되었을 만큼 정치적인 여행이었다.
1912년 일본 정부가 한일합방을 기념해 공로자들에게 수여한 한국병합기념장을 수여받았고, 1915년에는 다이쇼대례기념장을, 1920년에는 훈4등 서보장을 서훈받았다.

## 사후
2002년 발표된 친일파 708인 명단과 2008년 민족문제연구소에서 친일인명사전에 수록하기 위해 정리한 친일인명사전 수록예정자 명단에 모두 포함되었다.
2007년 대한민국 친일반민족행위진상규명위원회가 발표한 친일반민족행위 195인 명단 관료 부문에도 들어 있다.

## 같이 보기
- 을미사변

## 참고 자료
- 친일반민족행위진상규명위원회 (2007년 12월). 〈이범래〉 (PDF). 《2007년도 조사보고서 II - 친일반민족행위결정이유서》. 서울. 1058~1066쪽쪽. 발간등록번호 11-1560010-0000002-10. [깨진 링크(과거 내용 찾기)]
- 반민족문제연구소 (1993년 2월 1일). 〈이두황 : 이토 히로부미의 총애 받은 친일 무관 (강창일)〉. 《친일파 99인 1》. 서울: 돌베개. ISBN 9788971990117.